# Paroisse d'Acadieville
Pour les articles homonymes, voir Acadie (homonymie).
La paroisse d'Acadieville est à la fois une paroisse civile et un ancien district de services locaux (DSL) canadien du comté de Kent, à l'est du Nouveau-Brunswick. Il inclut l'autorité taxatrice d'Acadie Siding. Dans le cadre de la réforme de la gouvernance locale du 1er janvier 2023, le DSL a été annexé au village de Nouvelle-Arcadie.
C'est pour éviter l'émigration des Acadiens vers les États-Unis qu'est fondé le principal hameau, Acadieville, le 8 décembre 1868.

## Toponyme
Le nom de la paroisse fait référence aux premiers colons de l'Acadie.
La paroisse comprend les hameaux d'Acadieville, Barrieau, Centre-Acadie, Noinville, Pineau, Richard-Village, Saint-Athanase, Saint-Luc, Vautour et Village-Saint-Jean. Belliveau est une ancienne gare. Block 14, Johnsonville et Village-des-Martin sont des villages fantômes.
Le hameau d'Acadieville se nommait Acadie jusqu'en 1955.  Barrieau pourrait être nommé ainsi en l'honneur de Marcel et Sylvain Barrieau, deux colons en 1871, ou d'après Olivier Barrieau, le premier maître des postes. L'origine du nom Centre-Acadie n'est pas connue. Saint-Marcel, autrefois appelé Cyr Road, y a été regroupé. Le nom de Noinville rend hommage à Noël-Alexandre de Noinville, missionnaire en Acadie au XVIIIe siècle. La localité de Caie Settlement, nommée en l'honneur du député provincial William Shand Caie, y a été fusionnée. Il se peut que Pineau soit nommé en l'honneur de son premier maître des postes, Joseph A. Pineau. Richard-Village est vraissembablement nommé ainsi en l'honneur de Marcel-François Richard (1847-1915), curé de Rogersville entre 1886 et 1915 et créateur du drapeau de l'Acadie. À l'origine, le hameau portait les noms de Richard Settlement ou simplement Richard,. L'origine des noms de Saint-Athanase, de Saint-Luc et de Village-Saint-Jean est inconnue,,. Le nom de Vautour pourrait rendre hommage à trois colons établis en 1871, soit Théophile, Joseph et Mélème Vautour, ou bien au premier maître des postes, Dosithé Vautour.
L'origine du nom des villages fantômes de Block 14 et de Village-des-Martin est inconnue,. Johnsonville est quant à lui nommé ainsi en l'honneur d'Urbain Johnson (1812-1918), député provincial de 1869 à 1882.
Belliveau est une ancienne gare, dont l'origine du nom n'est pas connue.

## Géographie

### Situation
La paroisse d'Acadieville se trouve dans le comté de Kent, à 53 kilomètres de route au sud-est de Miramichi et à 97 km au nord-ouest de Moncton.
La paroisse d'Acadieville est limitrophe de la paroisse de Rogersville et du village de Rogersville au nord, de la paroisse de Glenelg au nord-est, de la paroisse de Carleton à l'est, de la paroisse de Saint-Louis au sud, de la paroisse de Weldford au sud-ouest et de Harcourt à l'ouest. La ville la plus proche est Richibouctou, à 41 km à l'est.
La paroisse d'Acadieville est généralement considérée comme faisant partie de l'Acadie.

### Hameaux et lieux-dits
La paroisse comprend les hameaux de Acadieville, Acadie Siding, Barrieau, Block 14, Centre-Acadie, Noinville, Pineau, Richard-Village, Saint-Athanase, Saint-Luc, Vautour, Village-Saint-Jean et Village-Saint-Pierre.

## Histoire

### Origines
La paroisse d'Acadieville est située dans le territoire historique des Micmacs, plus précisément dans le district de Sigenigteoag, qui comprend l'actuel côte Est du Nouveau-Brunswick, jusqu'à la baie de Fundy.
En 1825, le territoire est touché par les Grands feux de la Miramichi, qui dévastent entre 10 000 km2 et 20 000 km2 dans le centre et le nord-est de la province et tuent en tout plus de 280 personnes,.

### Colonisation
La Confédération canadienne a lieu le 6 juillet 1867 et on promet de construire le chemin de fer Intercolonial ; la rumeur veut que la voie ferrée passe par le site de l'actuel hameau d'Acadieville. Le gouvernement provincial adopte la Free Grants Act (Loi sur les concessions gratuites) le 6 mars 1868 afin de permettre la colonisation des terres de la Couronne. Des jeunes de Saint-Louis-de-Kent demandent une concession, faite par l'arpenteur J. G. Layton peu après et dirigée par Urbain Johnson, agent des terres.

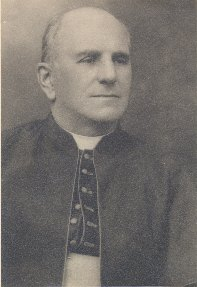
Marcel-François Richard

Le clergé favorise alors la fondation de nouveaux villages, en souhaitant réduire l'émigration vers les États-Unis et aussi réduire la dépendance des pêcheurs envers les marchands anglo-protestants. Le 8 décembre, une messe est célébrée par le curé Joseph Pelletier en l'honneur des colons, qui partent dès le lendemain pour tracer et chemin et construire un pont au-dessus de la rivière Kouchibouguac. Une partie seulement des colons restent pour le premier hiver mais un deuxième groupe de colons les rejoignent. En 1869, le gouvernement fédéral décide de construire le chemin de fer un peu plus à l'ouest et une partie de la population s'y déplace. Urbain Johnson devient député en février 1869 et Docithé Richard le remplace à titre d'agent des terres. La première messe est célébrée à Acadieville au printemps 1871 par Marcel-François Richard dans la maison de Dominique Gallant. Les hameaux de Barrieau et Vautour sont fondés vers 1871,. Marcel-François Richard fait construire une chapelle à Acadieville en avril 1873, juste au nord de l'église actuelle. La paroisse civile d'Acadieville est érigée en 1876. Le bureau poste d'Acadieville ouvre ses portes en 1879.
Principalement des Acadiens, on y retrouve des familles comme les Doiron, Arseneault, Daigle, LeBlanc, Richard et Bordage. C'est à partir d'Acadieville que se développeront Acadie Siding et Village-Saint-Jean.
Caie Settlement, désormais Noinville, est fondé en vertu de la Loi sur les concessions gratuites en 1873, par des Anglais des localités environnantes. Les récoltes de 1884 et 1885 sont catastrophiques et Marcel-François Richard s'endette pour éviter la ruine de Rogersville et Acadieville. Richard-Village est fondé en 1890 grâce à la Loi sur les concessions gratuites. Johnsonville est aussi créé grâce à cette loi en 1903. Richard-Village est fondé en 1890 grâce à la Loi sur les concessions gratuites. La date de fondation de Centre-Acadie n'est pas connue mais son bureau de poste ouvre ses portes en 1892. La situation est la même pour Village-Saint-Jean, qui voit son bureau de poste ouvrir en 1893. Le presbytère d'Acadieville est inauguré le 12 octobre 1892. Les plans de l'église sont approuvés la même année et les travaux commencent en 1894. En 1898, Acadieville compte une gare, deux magasins, une scierie, une église et 80 habitants. La même année, Centre-Acadie compte un magasin, une scierie et 75 habitants. Village-Saint-Jean a une population de 150 habitants.
Johnsonville est fondé en 1903 grâce à la Loi sur les concessions gratuites ; sa date d'abandon est toutefois inconnue. La date de fondation de Saint-Luc est inconnue mais son bureau de poste ouvre ses portes en 1904. Le bureau de poste de Vautour ouvre ses portes en 1912 et ceux de Barrieau, Block 14, Pineau et Richard-Village en 1913,,,. La date de fondation de Block 14 et de Pineau n'est toutefois pas connue,,. La date de fondation de Saint-Athanase est inconnue mais le hameau compte un bureau de poste en 1917 et 1920. La date de fondation de Caie Settlement n'est pas non plus connue mais son bureau de poste ouvre ses portes en 1922. Il est toutefois fermé en 1926 et la localité est plus tard incluse dans Noinville. La date de fondation de cette localité n'est pas non plus connue mais son bureau de poste ouvre ses portes en 1930 ou 1931 mais ferme ses portes en 1934. Aucune chronologie de Saint-Marcel et de Village-des-Martin n'est répertoriée par les Archives provinciales du Nouveau-Brunswick,.

### Des années 1940 à nos jours
Le bureau de poste de Noinville rouvre en 1940. L'école centrale d'Acadieville est ouverte en 1959. Le bureau de poste de Village-Saint-Jean est fermé la même année. Les bureaux de poste de Centre-Acadie, de Saint-Luc et de Vautour ferment leurs portes en 1960,,, celui de Block 14 en 1961 et ceux de Barrieau et de Richard-Village en 1962,. La date d'abandon de Block 14 n'est pas connue. La municipalité du comté de Kent est dissoute en 1966. Le bureau de poste de Pineau ferme ses portes la même année. La paroisse d'Acadieville devient un district de services locaux en 1967. Le bureau de poste de Noinville ferme ses portes la même année. Le bureau de poste d'Acadieville ferme ses portes en 1970.
Les conditions économiques provoquent l'exode de nombreuses familles vers les grands centres urbains[réf. souhaitée]. L'une des conséquences est la fermeture de l'école en 2007, qui est démolie en 2010, faute de moyens pour l'entretenir. Ces élèves suivaient un modèle d'enseignement particulier, étant divisés en deux classes. Les élèves de ces classes multi-âge s'entraidaient alors entre niveaux en plus de l'aide apportée par les deux enseignantes.

## Démographie
| 2001 | 2006 | 2011 | 2016 |
| ---- | ---- | ---- | ---- |
| 944  | 826  | 744  | 709  |

| 2021 | - | - | - |
| ---- | - | - | - |
| 752  | - | - | - |

## Administration

### Comité consultatif
En tant que district de services locaux, Acadieville est administré directement par le Ministère des Gouvernements locaux du Nouveau-Brunswick, secondé par un comité consultatif élu composé de cinq membres dont un président.
|  | Indépendant | 200? - à nos jours | Roger Richard |

### Commission de services régionaux
La paroisse d'Acadieville fait partie de la Région 6, une commission de services régionaux (CSR) devant commencer officiellement ses activités le 1er janvier 2013. Contrairement aux municipalités, les DSL sont représentés au conseil par un nombre de représentants proportionnel à leur population et leur assiette fiscale. Ces représentants sont élus par les présidents des DSL mais sont nommés par le gouvernement s'il n'y a pas assez de présidents en fonction. Les services obligatoirement offerts par les CSR sont l'aménagement régional, l'aménagement local dans le cas des DSL, la gestion des déchets solides, la planification des mesures d'urgence ainsi que la collaboration en matière de services de police, la planification et le partage des coûts des infrastructures régionales de sport, de loisirs et de culture; d'autres services pourraient s'ajouter à cette liste.

### Représentation et tendances politiques

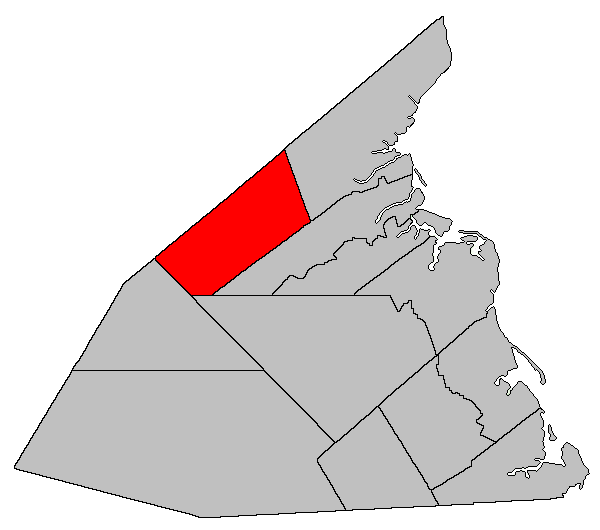
Situation sur une carte des paroisses civiles du comté de Kent (certains DSL et municipalités ne sont donc pas montrés).

Nouveau-Brunswick: Acadieville fait partie de la circonscription provinciale de Rogersville-Kouchibouguac, qui est représentée à l'Assemblée législative du Nouveau-Brunswick par Bertrand LeBlanc, du Parti libéral. Il fut élu en 2010.
 Canada: Acadieville fait partie de la circonscription électorale fédérale de Miramichi, qui est représentée à la Chambre des communes du Canada par Tilly O'Neill-Gordon, du Parti conservateur. Elle fut élue lors de la 40e élection fédérale, en 2008.

### Ancienne administration paroissiale
|  | Indépendant | 1944 - 194? | Armand Richard Joseph J. Richard |
|  | Indépendant | 19?? - 195? | Ernest Babineau Abraham Gallant  |

## Économie
Entreprise Kent, membre du Réseau Entreprise, a la responsabilité du développement économique.
Il y a une succursale de la Caisse populaire Kent-Sud, basée à Saint-Louis-de-Kent et membre d'UNI Coopération financière. Elle doit fermer ses portes le 31 mai 2012.

## Vivre dans la paroisse d'Acadieville
L'église Immaculée-Conception est une église catholique romaine faisant partie de l'archidiocèse de Moncton. Le bureau de poste et le détachement de la Gendarmerie royale du Canada les plus proches sont situés à Rogersville.
Les francophones bénéficient du quotidien L'Acadie nouvelle, publié à Caraquet, ainsi que de l'hebdomadaire L'Étoile, de Dieppe. Les anglophones bénéficient quant à eux des quotidiens Telegraph-Journal, publié à Saint-Jean et Times & Transcript, de Moncton.

## Culture

### Personnalités
- Armand Richard (1895-?), fermier et homme politique.

### Événements
Chaque année, lors de la grande fin de semaine de septembre (Jour du travail), a lieu le pique-nique paroissial d'Acadieville qui permet de lever des fonds pour entretenir les propriétés de la paroisse.